# Számbárszarvas
A számbárszarvas (Rusa unicolor, korábban Cervus unicolor) az emlősök (Mammalia) osztályának párosujjú patások (Artiodactyla) rendjébe, ezen belül a szarvasfélék (Cervidae) családjába és a szarvasformák (Cervinae) alcsaládjába tartozó faj.
Korábban ezt a szarvasfajt a Cervus nembe helyezték, a Rusa alnem tagjaként, de manapság az alnemet nem rangra emelték; ennek pedig a típusfaja a számbárszarvas lett.

## Előfordulása

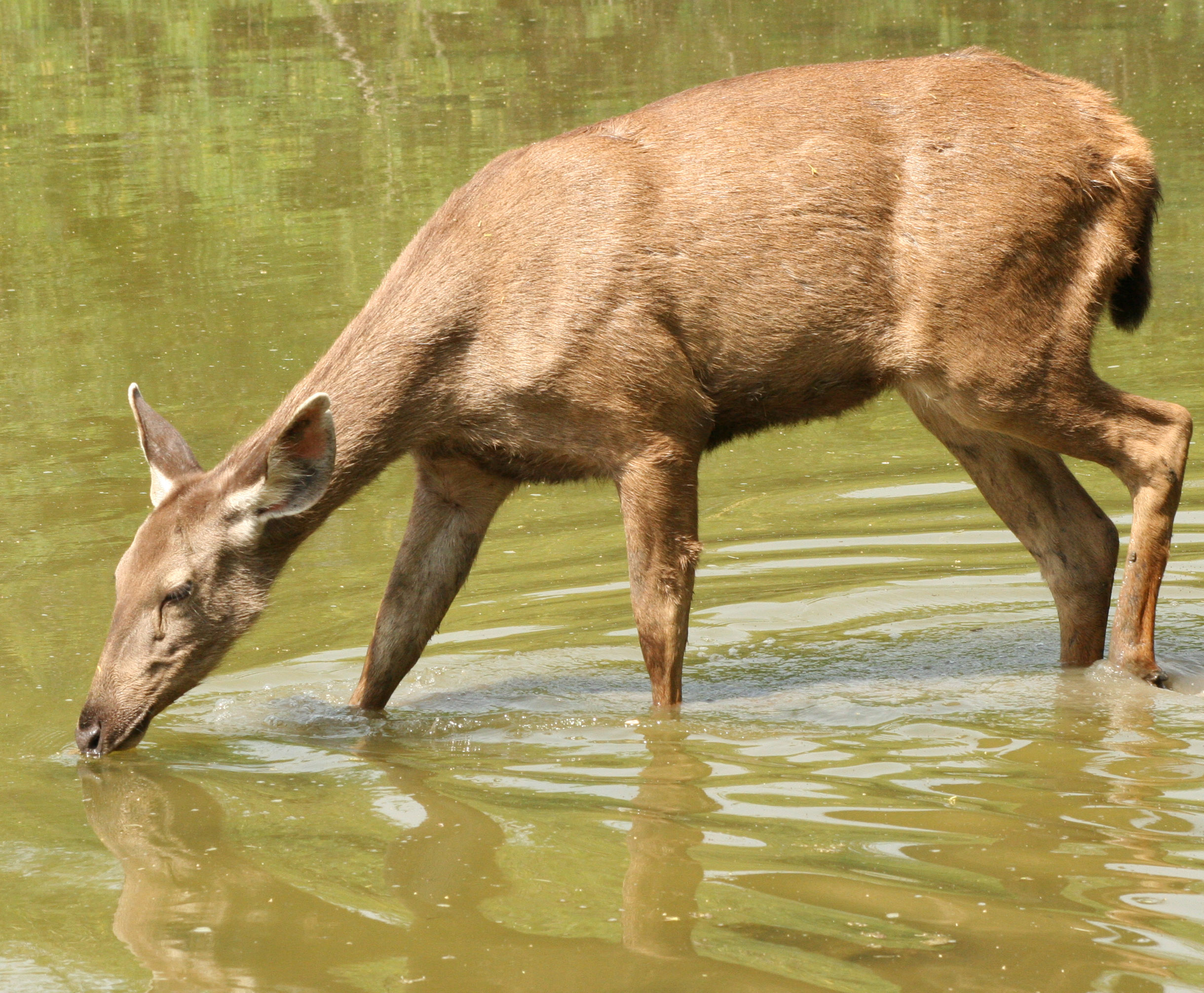
Számbárszarvas suta a Keoladeo Nemzeti Parkban, Rádzsasztán, India

A számbárszarvas megtalálható Indiában, Srí Lankán, Bangladesben, Nepálban, Bhutánban, Kínában (Kuanghszi, Kujcsou, Hunan, Csianghszi, Szecsuan és Jünnan tartományokban, valamint Hajnan szigetén), Mianmárban, Thaiföldön, Laoszban, Kambodzsában, Vietnámban, Malajziában, Tajvanon és az indonéziai Szumátrán és Borneó szigetén. Ez utóbbinak mind az indonéz, mind a malajziai, mind a Bruneihez tartozó részén előfordul.
Korábban a Japánhoz tartozó Ogaszavara-szigeteken is élt, de innen kihalt.
Ausztráliába, Új-Zélandra, a Dél-afrikai Köztársaságba, Saint Vincent szigetére és az Amerikai Egyesült Államok Kalifornia, Texas és Florida államaiba betelepítették.
Korábban a Fülöp-szigetek több szigetén is elterjedt állatokat is ebbe a fajba sorolták, külön alfajként, de jelenleg különálló fajnak tekintik  Fülöp-szigeteki számbárszarvas (Rusa marianna) néven.

## Alfajok
- †Rusa unicolor boninensis
- Rusa unicolor brookei Hose, 1893
- Rusa unicolor cambojensis Gray, 1861
- Rusa unicolor dejeani de Pousargues, 1896
- Rusa unicolor equina G. Cuvier, 1823
- Rusa unicolor hainana Xu, 1983
- Rusa unicolor swinhoii Sclater, 1862
- Rusa unicolor unicolor Kerr, 1792

## Megjelenése
Az állat bundája sötétbarna, nyakán sörényt visel, főleg az indiai alfajok. Gesztenyebarna foltok vannak a tükrén és testének alsó részén. A szarvas testhossza 160-270 centiméter, marmagassága 102-160 centiméter, farokhossza 25-30 centiméter, testtömege legfeljebb 546 kilogramm, de általában csak 109-320 kilogramm. Egyes bikák agancsa eléri a 120 centiméteres hosszúságot is.

## Életmódja
E szarvasfaj nagyjából legelő állat, és füvekkel táplálkozik, de étrendjét kiegészíti gyümölcsökkel, bambuszfélékkel és ágacskákkal is. 5-6 fős csordákban él, nappal tevékeny. Az erdőket kedveli. A tengerszinttől a himalájai hegységekig megtalálható. A számbárszarvasra a tigrisek, mocsári krokodilok, leopárdok és ázsiai vadkutyák vadásznak.

## Szaporodása
A számbárszarvasnak nincs meghatározott párzási időszaka, de az északi félteken ez szeptembertől januárig tart. Ekkor a bikák saját területet jelölnek meg, melyeket szarvasbőgéssel, szagokkal és néha összecsapásokkal védenek a többi bikától. Egy bikának nyolc sutája is lehet. A vemhesség 9 hónapig tart, ennek végén egy borjú születik. Az újszülött borjak barnák világos pettyekkel, amelyeket hamar elveszítenek. A fiatal állatok két évig ülnek anyjukkal.